# Östergötlands runinskrifter 2
Runinskrift Ög 2 är en gravhäll av kalksten som nu är slagen i två bitar. Dessa finns placerade vid Orlunda kyrka i Orlunda socken och Vadstena kommun. Den från runor översatta inskriften lyder enligt nedan:

## Inskriften
Translitterering: -i(o)(l)ui : aok : þ--:... ...eiR : ...(r)uþr : le(t)u ... ... ... : uif(a)s(t) ... sin

Runsvenska: [K]iotvi(?) ok Þ[or]... [þ]æiR [b]røðr letu ... ... ... Vifast, ... sinn.

Nusvenska: Bröderna Kjotve och Tor- läto (lägga denna sten efter) Vifast, sin ...